# Aslı Çakır Alptekin
Aslı Çakır Alptekin (* 20. August 1985 in Antalya) ist eine türkische Mittelstrecken- und Hindernisläuferin. Sie gewann 2012 den 1500-Meter-Lauf bei den Europameisterschaften in Helsinki und bei den Olympischen Spielen in London. Aufgrund von Dopingvergehen wurden ihre Ergebnisse annulliert.

## Karriere
Als Hindernisläuferin startete sie bei den Olympischen Spielen 2008 in Peking und bei den Weltmeisterschaften 2009 in Berlin, schied aber jeweils im Vorlauf aus.
Über 1500 Meter wurde sie 2010 jeweils Fünfte bei den Europameisterschaften in Barcelona und beim Continental-Cup in Split. Bei den Weltmeisterschaften 2011 in Daegu erreichte sie in derselben Disziplin das Halbfinale.
2011 heiratete sie ihren Trainer İhsan Alptekin. 2012 wurde ihr der Sedat-Simavi-Preis verliehen.

## Doping
2004 wurde sie bei einer Dopingkontrolle positiv auf Methenolon getestet und wegen dieses Verstoßes gegen die Dopingbestimmungen für zwei Jahre gesperrt. Im März 2013 wurde mithilfe des biologischen Passes bekannt, dass Çakır erneut gedopt hatte. Im August 2015 wurde sie als Wiederholungstäterin für acht Jahre gesperrt. Alle Ergebnisse seit dem Juli 2010 wurden annulliert. Dazu zählen ein erster Platz bei den Europameisterschaften 2012 in Helsinki, ein dritter Platz bei den Hallenweltmeisterschaften 2012 in Istanbul, ein fünfter Platz bei den Europameisterschaften 2010 in Barcelona und ein fünfter Platz beim Continentalcup 2010 in Split, alle über 1500 Meter. Bei Nachtests zu den Olympischen Spielen 2012 in London wurde sie 2016 erneut als Dopingsünderin überführt und ihre Ergebnisse annulliert.

## Persönliche Bestzeiten
- 800 m: 2:03,09 min, 30. Juni 2010, Izmir
- 1500 m: 4:04,8 min, 29. Juni 2010, Izmir
- 3000 m Hindernis: 9:36,01 min, 13. Juni 2009, Istanbul